# Pierre Virol
Pour les articles homonymes, voir Virol.
 (juillet 2012).
Pierre Virol est un imprimeur et résistant français né le 14 juillet 1898 à Saint-Céré dans le Lot et mort le 23 janvier 1945 au camp d’Ellrich.

## Un homme engagé et volontaire dès son adolescence
Pierre Virol est né le 14 juillet 1898 à Saint-Céré dans le Lot. Il a passé sa jeunesse à Corbeil-Essonne où son père, Jean Virol, était postier. Son frère François, de 7 ans son aîné, a été tué le 9 mai 1915 à la guerre. Pierre s'est engagé en janvier 1916 dans la cavalerie et a servi sous les armes jusqu'à l'armistice de 1918.
Après la guerre il a travaillé à l’imprimerie Crete (Corbeil-Essonne) où il a appris son métier d'imprimeur. Il s'est marié en 1922 avec sa voisine Yvonne Costar et ils ont eu en 1924 une fille Françoise. 
Il désirait avoir sa propre imprimerie, il achète une maison à Colombes et fait construire dans le jardin son imprimerie. Son affaire marchait très bien, il avait deux compagnons et deux apprentis, et, parmi ses clients il avait la mairie de Bois-Colombes et celle de La Garenne Colombes. 
Il fait connaissance et lie amitié avec l'abbé Joulin qui officiait à l'église des vallées voisine de sa maison.

## Seconde Guerre mondiale
Pierre Virol était imprimeur à Colombes (Hauts-de-Seine).
En 1939 Pierre est mobilisé à Vincennes où il s'occupe de l'habillement des soldats. Ayant vite l'impression d'être « planqué » il demande le front. Il est affecté comme agent de liaison à moto.
Pendant la débâcle il est très déçu de voir les soldats jeter leurs armes et garder leurs valises. Il récupère plusieurs fusils mais arrivé à Jargeau (au sud de la Loire) il est désarmé avant même l'arrivée des Allemands. Ne voulant pas être fait prisonnier, il tente de s'évader et rentre chez lui. Quelque temps après sa femme reçoit un courrier de son colonel qui lui annonce que Pierre Virol est prisonnier. 
Ainsi commence la nouvelle activité de résistant : avec l'aide de monsieur Sezerac secrétaire de mairie de Bois-Colombes, qui lui montre un modèle, il imprime son propre avis de démobilisation. Puis c'est une fausse carte d'identité pour un officier blessé qui voulait rejoindre Londres. 
Ainsi, Pierre Virol a résisté à la présence ennemie en imprimant clandestinement des faux-papiers (carte d'identité, tickets d'alimentation, etc). Dès la défaite française et la captivité de millions de soldats français, il a tiré parti de l'accord d'armistice du 22 juin 1940 aux termes duquel les fonctionnaires et les conducteurs d'ambulances pouvaient être libérés ; Pierre Virol a donc imprimé des faux papiers d'ambulanciers qui ont permis à quelques prisonniers de rentrer en France. Par la suite, lorsque les bombardements alliés ont commencé et que des pilotes (le plus souvent de la RAF, donc anglais ou canadiens) sont tombés dans la région (bombardement de Renault à Billancourt, de Citroën à Paris -quai de Javel, centrale électrique de Gennevilliers, gares de triage de Bécon-les-Bruyères et Achères, usine Hispano-Suiza de Bois-Colombes, etc), il a produit les papiers nécessaires à leur exfiltration. Le papier filigrané, les tampons, lui étaient remis par le secrétaire de la mairie de Bois-Colombes (92270), monsieur Sezerac.
Très rapidement, Pierre Virol s'est retrouvé seul avec un rédacteur dans son imprimerie ; sa femme et sa fille Françoise ont apporté leur aide pour faire tourner les machines. Parmi les documents qui sont sortis de son imprimerie il y eut des journaux clandestins :
- L'Avenir  un journal imprimé dans le cadre de L'OCM (Organisation Civile et Militaire)
- Défense de la France. Françoise et Robert ont participé à la distribution dont à Paris, à Chemin Vert.

À la suite des bombardements des sites stratégiques cités plus hauts et qui causaient beaucoup de dégâts matériels et humains aux alentours, y compris 7 bombes tombées autour de sa maison, Il a demandé à Londres de lui faire parvenir le nécessaire pour effectuer le travail de sape sur place. Comme réponse il lui a été parachuté un chef de réseau appelé Paul accompagné d'un radio et de son matériel.
Paul a logé la plupart du temps chez Pierre Virol. Ainsi a commencé une activité de renseignements (indications des dépôts d'essence et mouvements des chars) à laquelle sa fille Françoise et son fiancé Robert ont participé activement.
Les faux papiers et journaux clandestins ont été imprimés sans relâche. L'abbé Joulin qui était revenu de l’oflag avec la complicité de Pierre Virol était curé de Vincennes. Des Alsaciens et des Lorrains enrôlés de force dans l'armée allemande ont pu déserter avec l'aide des faux papiers et rejoindre Londres ou le maquis. Pierre Virol a aussi imprimé des tracts intitulés "AUFRUFT" (appel) qui incitait les autres à la désertion. Un de ces tracts a été découvert dans l'imprimerie, ce qui valut à Pierre Virol lors de son arrestation d'être condamné à mort.

### Dénonciation et déportation
Le 3 août 1944 Pierre Virol a été dénoncé et arrêté avec deux agents de renseignements : sa fille Françoise et son fiancé Robert. Tous trois ont été torturés dans les  sous-sols de la rue des Saussaies (actuellement ministère de l'Intérieur) ; sa fille l'ayant même été devant son père, pour le contraindre à parler et à dénoncer le réseau auquel il appartenait, mais ni l'un ni l'autre ne parlèrent.
Paul, le rédacteur, avec son matériel n'était pas dans la maison au moment de la rafle.
Le délateur fut abattu peu de temps après par un des membres du réseau.
Le 15 août 1944, Françoise voyait son père pour la dernière fois. Elle a été déportée à Ravensbrück. Après un cours séjour à la prison de Fresnes, ce même 15 août 1944 en compagnie de Robert, Pierre Virol a été déporté au camp de Dora puis au kommando d'Ellrich où régnait une discipline particulièrement dure : le chef de camp était une véritable brute qui aimait faire souffrir et torturer les hommes.
Jean Michel revoit ces prisonniers "frappés à mort par les kapos pour des fautes bénignes [...]. Je verrai les SS se réjouir de ces exécutions  puis entrer en trances et frapper à leur tour n'importe quel prisonnier qui se trouve à leur portée". Les déportés "de Dora ont été massivement exterminés" .
Comme le raconte sa fille, les Allemands n'ont pas eu le temps d'exécuter l'acte de condamnation à mort de son père : il est mort en déportation le 23 janvier 1945. Robert a survécu moins longtemps, il est mort le 27 décembre 1944.
Madame Virol n'a pas été arrêtée. Elle était absente au moment de l'arrestation de son mari et de sa fille : elle travaillait à la poste de Courbevoie. Elle s'est réfugiée chez Madame veuve Fernande Combes, au "1" de la rue du Souvenir, puis chez des amis de Jean Combes (fils de Fernande Combes), la famille Marcel (également résistants), à Bois-Colombes, rue du révérend père Corentin Cloarec. Jean Combes était également lié avec Paul Bouchu, fonctionnaire municipal, élu maire de Colombes en 1947.
Françoise Virol a été enfermée successivement au camp de Ravensbrück, au commando Torgau puis au camp de Markleeberg d'où elle a vu les derniers bombardement de Leipzig. Il y a eu un ordre d'évacuation à pied et elle a profité de la nuit pour fuir cette colonne avec une amie Madeleine (qui était modiste à Paris) et se cacher dans un fossé. Le danger passé et quelques péripéties plus tard elles ont décidé de rejoindre les Américains. Elle s'est évadée de la colonne le 13 avril 1945 et repartie après la capitulation de l'Allemagne nazie. Elle est rentrée à Paris le 23 mai 1945 après un voyage de 5 ou 6 jours. Elle a été conduite à l'hôtel Lutétia d'où elle a téléphoné à sa mère qui est venue la retrouver. Le 28 juin, Paul Bouchu est venu lui annoncer la mort de son père.

## Hommage
La rue où il était imprimeur à Colombes : la rue du Souvenir, a changé de nom pour devenir "rue Pierre Virol" en souvenir de cet homme mort en déportation.